# Kinderhilfswerk Stiftung Global-Care
Die Kinderhilfswerk Stiftung Global-Care ist ein 1976 gegründetes Hilfswerk für Not leidende Menschen weltweit.

## Geschichte
1975 reiste Hans-Jürgen Pechmann, Krankenpfleger und Betreiber eines privaten Alten- und Pflegeheimes, in ein kleines Dorf in der Nähe von Dehradun in Indien, um dort sein Patenkind zu treffen. Es entstand der Wunsch, für Kinder in Not Hilfe zu leisten  – so wurde er 1976 zum Initiator für die Gründung der Kinderhilfswerk Stiftung Global-Care.

## Leitbild und Ziele
Die Kinderhilfswerk Stiftung Global-Care ist laut veröffentlichtem Leitbild seit 1976 von christlicher Nächstenliebe motiviert für Not leidende Menschen in den ärmsten Ländern dieser Welt im Einsatz. Ziele sind, durch Patenschaften, Hilfsprojekte und Katastrophenhilfe das Leben von benachteiligten Kindern nachhaltig zu verbessern, wobei die Hilfe unabhängig von  Geschlecht, Religion, Volksgruppe oder politischer Zugehörigkeit geleistet wird. Kinder in Not sollen eine qualifizierte Bildung, gesunde Ernährung, sauberes Trinkwasser und eine gute medizinische Versorgung erhalten. Die Hilfsprojekte sind auf die Bedürfnisse der Menschen im Einsatzland abgestimmt und nachhaltig angelegt, damit sie zur Selbsthilfe umgesetzt werden.
Die Schwerpunkte sind Kinderpatenschaften, nachhaltige Projekte der Entwicklungszusammenarbeit und Humanitäre Hilfe in Katastrophengebieten. Die gemeinsamen Projekte in Kooperation mit Kirchengemeinden und Vereinen sollen das Leben von Kindern und ihren Familien nachhaltig positiv verändern. In den Einsatzländern arbeitet die Kinderhilfswerk in Kooperation mit lokalen Projektpartnern.

## Einsatzländer
Einsatzländer sind Afghanistan, Albanien, Argentinien, Äthiopien, Bangladesch, Brasilien, Bulgarien, Deutschland, Haiti, Indien, Indonesien, Kongo, Libanon, Nepal, Philippinen, Sambia, Simbabwe, Südsudan, Syrien, Uganda und die Ukraine.

## Transparenz & Kontrolle
Die Kinderhilfswerk hat laut eigener Aussage ein umfassendes internes und externes Kontrollsystem zur Sicherstellung einer sachgemäßen Verwendung der Zuwendungen etabliert. Das gilt auch für die Projektpartner in den Einsatzländern. Dazu zählt unter anderem der Einsatz externer Wirtschaftsprüfer. Das Kinderhilfswerk erhielt das Spendensiegel des Deutschen Zentralinstituts für soziale Fragen und ist Teil der Initiative Transparente Zivilgesellschaft.

## Mitgliedschaften
Die Kinderhilfswerk Stiftung Global-Care ist Mitglied in
- Der Paritätische Wohlfahrtsverband Landesverband Hessen e.V.[10]
- VENRO Verband Entwicklungspolitik[11]
- Gemeinsam für Afrika e.V.[12]
- Aktion Deutschland Hilft e.V.[13]